# Bahnstrecke Toulon–Saint-Raphaël
| |                             |                                                    |                                                    |
| Streckenlänge: | 110 km                      |                                                    |                                                    |
| Spurweite: | 1000 mm (Meterspur)         |                                                    |                                                    |
| |                             |                                                    |                                                    |
| Gesellschaft: | 1889–1925: SF 1925–1949: CP |                                                    |                                                    |
| \| \| 104 \| Toulon Gare du Sud-France[1] \| Toulon Gare du Sud-France[1] \| \| \| 102 \| Toulon – Saint Jean du Var \| Toulon – Saint Jean du Var \| \| \| 101 \| Toulon – Les Ameniers \| Toulon – Les Ameniers \| \| \| 99 \| Toulon – Pont du Suve \| Toulon – Pont du Suve \| \| \| 99 \| Ste-Marguerite \| Ste-Marguerite \| \| \| \| RN 559 \| \| \| \| 97 \| Pont de la Clue \| Pont de la Clue \| \| \| 94 \| Le Pradet \| Le Pradet \| \| \| 91 \| Carqueiranne \| Carqueiranne \| \| \| \| RN 559 \| \| \| \| \| Tunnel Col des Kermes \| \| \| \| \| l’Almanarre \| \| \| \| \| Hyères Strecke La Pauline-Hyères–Les Salins \| \| \| \| \| Hyères-Echange[2] \| \| \| \| 83 \| Hyères-Ville \| Hyères-Ville \| \| \| \| Gapeau \| \| \| \| \| RN 98 \| \| \| \| \| Feldbahn Les Bormettes \| \| \| \| 73 \| La Londe \| La Londe \| \| \| \| lokaler Abzweig \| \| \| \| \| RN 98 \| \| \| \| \| RN 98 \| \| \| \| \| \| \| \| \| \| RN 559 \| \| \| \| \| RN 559 \| \| \| \| 63 \| Bormes \| Bormes \| \| \| \| RN 559 \| \| \| \| 61 \| Le Lavandou \| Le Lavandou \| \| \| \| RN 559 \| \| \| \| \| \| \| \| \| \| RN 559 \| \| \| \| \| \| \| \| \| 58 \| La Fossette \| La Fossette \| \| \| \| Tunnel du Layet \| \| \| \| 55 \| Cavalière \| Cavalière \| \| \| \| RN 559 \| \| \| \| 50 \| Le Canadel \| Le Canadel \| \| \| \| \| \| \| \| 48 \| Le Rayol \| Le Rayol \| \| \| \| \| \| \| \| \| RN 559 \| \| \| \| 43 \| Cavalaire \| Cavalaire \| \| \| \| RN 559 \| \| \| \| \| RN 559 \| \| \| \| 41 \| Pardigon \| Pardigon \| \| \| 37 \| La Croix-Valmer \| La Croix-Valmer \| \| \| \| RN 559 \| \| \| \| 34 \| Gassin \| Gassin \| \| \| \| RN 559 \| \| \| \| \| RN 559 \| \| \| \| \| RN 98a \| \| \| \| \| Saint-Tropez \| \| \| \| \| \| \| \| \| 29 \| La Foux \| La Foux \| \| \| \| \| \| \| \| \| Cogolin \| \| \| \| \| La Mole \| \| \| \| \| St-Pons \| \| \| \| 24 \| Guerrevieille \| Guerrevieille \| \| \| \| RN 98 \| \| \| \| 21 \| Sainte-Maxime \| Sainte-Maxime \| \| \| 18 \| La Nartelle \| La Nartelle \| \| \| \| RN 98 \| \| \| \| \| RN 98 \| \| \| \| \| Les Issambres \| \| \| \| 8 \| Saint-Aygulf \| Saint-Aygulf \| \| \| \| Grau de la Galiote \| \| \| \| \| Argens \| \| \| \| \| Reyran \| \| \| \| \| Bahnstrecke Marseille–Ventimiglia nach Marseille \| \| \| \| 3 \| Fréjus \| Fréjus \| \| \| 0 \| Saint-Raphaël \| Saint-Raphaël \| \| \| \| Bahnstrecke Marseille–Ventimiglia nach Ventimiglia \| \| \| \| \| \| \| \| Quellen: [3] \| \| \| \| |                             |                                                    |                                                    |
| Kopfbahnhof Streckenanfang (Strecke außer Betrieb) | 104                         | Toulon Gare du Sud-France                          | Toulon Gare du Sud-France                          |
| Haltepunkt / Haltestelle (Strecke außer Betrieb) | 102                         | Toulon – Saint Jean du Var                         | Toulon – Saint Jean du Var                         |
| Haltepunkt / Haltestelle (Strecke außer Betrieb) | 101                         | Toulon – Les Ameniers                              | Toulon – Les Ameniers                              |
| Haltepunkt / Haltestelle (Strecke außer Betrieb) | 99                          | Toulon – Pont du Suve                              | Toulon – Pont du Suve                              |
| Haltepunkt / Haltestelle (Strecke außer Betrieb) | 99                          | Ste-Marguerite                                     | Ste-Marguerite                                     |
| Bahnübergang (Strecke außer Betrieb) |                             | RN 559                                             | RN 559                                             |
| Haltepunkt / Haltestelle (Strecke außer Betrieb) | 97                          | Pont de la Clue                                    | Pont de la Clue                                    |
| Bahnhof (Strecke außer Betrieb) | 94                          | Le Pradet                                          | Le Pradet                                          |
| Bahnhof (Strecke außer Betrieb) | 91                          | Carqueiranne                                       | Carqueiranne                                       |
| Bahnübergang (Strecke außer Betrieb) |                             | RN 559                                             | RN 559                                             |
| Tunnel (Strecke außer Betrieb) |                             | Tunnel Col des Kermes                              | Tunnel Col des Kermes                              |
| Haltepunkt / Haltestelle (Strecke außer Betrieb) |                             | l’Almanarre                                        | l’Almanarre                                        |
| Kreuzung geradeaus unten (Strecke geradeaus außer Betrieb) · Bahnhof quer |                             | Hyères Strecke La Pauline-Hyères–Les Salins        | Hyères Strecke La Pauline-Hyères–Les Salins        |
| Abzweig geradeaus, nach links und von links (Strecke außer Betrieb) · Betriebs-/Güterbahnhof Streckenende und quer (Strecke außer Betrieb) |                             | Hyères-Echange                                     | Hyères-Echange                                     |
| Bahnhof (Strecke außer Betrieb) | 83                          | Hyères-Ville                                       | Hyères-Ville                                       |
| Brücke über Wasserlauf (Strecke außer Betrieb) |                             | Gapeau                                             | Gapeau                                             |
| Bahnübergang (Strecke außer Betrieb) |                             | RN 98                                              | RN 98                                              |
| Kreuzung mit U-Bahn geradeaus oben (Strecken außer Betrieb) |                             | Feldbahn Les Bormettes                             | Feldbahn Les Bormettes                             |
| Bahnhof (Strecke außer Betrieb) | 73                          | La Londe                                           | La Londe                                           |
| Abzweig geradeaus und nach rechts (Strecke außer Betrieb) |                             | lokaler Abzweig                                    | lokaler Abzweig                                    |
| Bahnübergang (Strecke außer Betrieb) |                             | RN 98                                              | RN 98                                              |
| Brücke (Strecke außer Betrieb) |                             | RN 98                                              | RN 98                                              |
| Tunnel (Strecke außer Betrieb) |                             |                                                    |                                                    |
| Brücke (Strecke außer Betrieb) |                             | RN 559                                             | RN 559                                             |
| Bahnübergang (Strecke außer Betrieb) |                             | RN 559                                             | RN 559                                             |
| Bahnhof (Strecke außer Betrieb) | 63                          | Bormes                                             | Bormes                                             |
| Bahnübergang (Strecke außer Betrieb) |                             | RN 559                                             | RN 559                                             |
| Bahnhof (Strecke außer Betrieb) | 61                          | Le Lavandou                                        | Le Lavandou                                        |
| Bahnübergang (Strecke außer Betrieb) |                             | RN 559                                             | RN 559                                             |
| Haltepunkt / Haltestelle (Strecke außer Betrieb) |                             |                                                    |                                                    |
| Bahnübergang (Strecke außer Betrieb) |                             | RN 559                                             | RN 559                                             |
| Tunnel (Strecke außer Betrieb) |                             |                                                    |                                                    |
| Haltepunkt / Haltestelle (Strecke außer Betrieb) | 58                          | La Fossette                                        | La Fossette                                        |
| Tunnel (Strecke außer Betrieb) |                             | Tunnel du Layet                                    | Tunnel du Layet                                    |
| Bahnhof (Strecke außer Betrieb) | 55                          | Cavalière                                          | Cavalière                                          |
| Tunnel (Strecke außer Betrieb) |                             | RN 559                                             | RN 559                                             |
| Haltepunkt / Haltestelle (Strecke außer Betrieb) | 50                          | Le Canadel                                         | Le Canadel                                         |
| Tunnel (Strecke außer Betrieb) |                             |                                                    |                                                    |
| Haltepunkt / Haltestelle (Strecke außer Betrieb) | 48                          | Le Rayol                                           | Le Rayol                                           |
| Tunnel (Strecke außer Betrieb) |                             |                                                    |                                                    |
| Brücke (Strecke außer Betrieb) |                             | RN 559                                             | RN 559                                             |
| Bahnhof (Strecke außer Betrieb) | 43                          | Cavalaire                                          | Cavalaire                                          |
| Bahnübergang (Strecke außer Betrieb) |                             | RN 559                                             | RN 559                                             |
| Bahnübergang (Strecke außer Betrieb) |                             | RN 559                                             | RN 559                                             |
| Haltepunkt / Haltestelle (Strecke außer Betrieb) | 41                          | Pardigon                                           | Pardigon                                           |
| Bahnhof (Strecke außer Betrieb) | 37                          | La Croix-Valmer                                    | La Croix-Valmer                                    |
| Tunnel (Strecke außer Betrieb) |                             | RN 559                                             | RN 559                                             |
| Bahnhof (Strecke außer Betrieb) | 34                          | Gassin                                             | Gassin                                             |
| Bahnübergang (Strecke außer Betrieb) |                             | RN 559                                             | RN 559                                             |
| Bahnübergang (Strecke außer Betrieb) |                             | RN 559                                             | RN 559                                             |
| Bahnübergang (Strecke außer Betrieb) |                             | RN 98a                                             | RN 98a                                             |
| Kopfbahnhof Streckenanfang (Strecke außer Betrieb) · Strecke (außer Betrieb) |                             | Saint-Tropez                                       | Saint-Tropez                                       |
| Strecke nach links (außer Betrieb) · Abzweig geradeaus und von rechts (Strecke außer Betrieb) |                             |                                                    |                                                    |
| Bahnhof (Strecke außer Betrieb) | 29                          | La Foux                                            | La Foux                                            |
| Abzweig geradeaus und nach links (Strecke außer Betrieb) · Strecke von rechts (außer Betrieb) |                             |                                                    |                                                    |
| Strecke (außer Betrieb) · Kopfbahnhof Streckenende (Strecke außer Betrieb) |                             | Cogolin                                            | Cogolin                                            |
| Brücke über Wasserlauf (Strecke außer Betrieb) |                             | La Mole                                            | La Mole                                            |
| Haltepunkt / Haltestelle (Strecke außer Betrieb) |                             | St-Pons                                            | St-Pons                                            |
| Haltepunkt / Haltestelle (Strecke außer Betrieb) | 24                          | Guerrevieille                                      | Guerrevieille                                      |
| Bahnübergang (Strecke außer Betrieb) |                             | RN 98                                              | RN 98                                              |
| Bahnhof (Strecke außer Betrieb) | 21                          | Sainte-Maxime                                      | Sainte-Maxime                                      |
| Haltepunkt / Haltestelle (Strecke außer Betrieb) | 18                          | La Nartelle                                        | La Nartelle                                        |
| Bahnübergang (Strecke außer Betrieb) |                             | RN 98                                              | RN 98                                              |
| Bahnübergang (Strecke außer Betrieb) |                             | RN 98                                              | RN 98                                              |
| Haltepunkt / Haltestelle (Strecke außer Betrieb) |                             | Les Issambres                                      | Les Issambres                                      |
| Bahnhof (Strecke außer Betrieb) | 8                           | Saint-Aygulf                                       | Saint-Aygulf                                       |
| Brücke über Wasserlauf (Strecke außer Betrieb) |                             | Grau de la Galiote                                 | Grau de la Galiote                                 |
| Brücke über Wasserlauf (Strecke außer Betrieb) |                             | Argens                                             | Argens                                             |
| Brücke über Wasserlauf (Strecke außer Betrieb) |                             | Reyran                                             | Reyran                                             |
| Strecke (außer Betrieb) · Strecke |                             | Bahnstrecke Marseille–Ventimiglia nach Marseille   | Bahnstrecke Marseille–Ventimiglia nach Marseille   |
| Bahnhof (Strecke außer Betrieb) · Bahnhof | 3                           | Fréjus                                             | Fréjus                                             |
| Kopfbahnhof Streckenende (Strecke außer Betrieb) · Bahnhof | 0                           | Saint-Raphaël                                      | Saint-Raphaël                                      |
| Strecke |                             | Bahnstrecke Marseille–Ventimiglia nach Ventimiglia | Bahnstrecke Marseille–Ventimiglia nach Ventimiglia |
| |                             |                                                    |                                                    |
| Quellen: |                             |                                                    |                                                    |

Die Bahnstrecke Toulon–Saint-Raphaël (ligne du littoral varois, Linie der Var-Küste) ist eine ehemalige französische Eisenbahnstrecke in Meterspur, die Toulon mit Saint-Raphaël (Var) entlang der Küste des Massif des Maures verband. Sie war die südlichste der drei Strecken der Chemins de fer de Provence.
Die 110 Kilometer lange Strecke folgte größtenteils der Küste. Sie verlief zumeist auf eigenem Gleiskörper, manchmal auf einem geschützten Randstreifen neben der Straße, fast überall entlang der damaligen Nationalstraße (Route nationale / RN) 559 (Marseille–Nizza an der Küste; seit 1986 Départementstraße / D 559) – und diese häufig kreuzend – und ansonsten an der RN bzw. D 98 (Toulon–Mandelieu).

## Geschichte
Die Entscheidung, eine Lokalbahnstrecke zur Bedienung der Küste von Var zu errichten, wurde 1887 getroffen. Konzessionär wurde die Chemins de fer du Sud de la France (SF). Der erste Streckenabschnitt von Saint-Raphaël bis Cogolin–Saint-Tropez (33 km) wurde am 25. August 1889 eingeweiht, die Verlängerung bis Hyères (+ 51 km) am 4. August 1890.

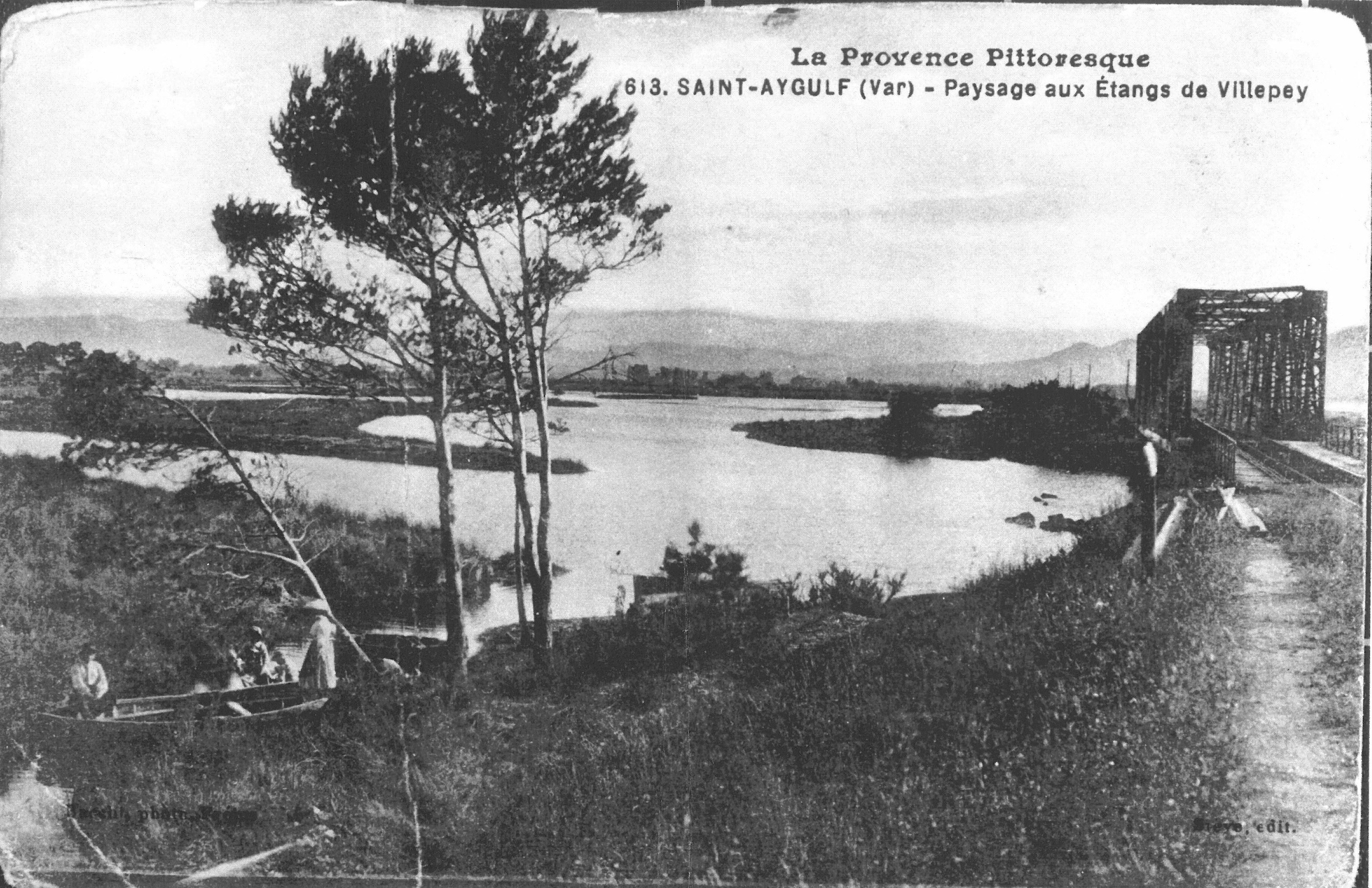
Die Villepey-Lagune und die Galiote-Eisenbahnbrücke in Saint-Aygulf (um 1900)

Um der Opposition der Eisenbahngesellschaft PLM Rechnung zu tragen, die die Konkurrenz für ihre eigene Strecke von Toulon nach Hyères fürchtete, wurde zunächst Hyères als Endstation festgelegt. Erst 1905 wurde die Strecke aufgrund ihres Erfolgs nach Westen bis Toulon verlängert. Die Einweihung des Abschnitts zwischen Hyères und Toulon (23 km) erfolgte am 6. August 1905.
Diese Bahnstrecke erschloss mehrere wichtige Gemeinden im Osten des Ballungsraums Toulon und der Corniche des Maures und war von großem touristischem Interesse. Sie war jedoch störungsanfällig und erforderte viele Reparaturarbeiten.
Ein am 27. November 1908 zwischen dem Generalrat des Département Var und der Compagnie des chemins de fer du Sud de la France unterzeichnetes Abkommen berechtigte letztere zum Bau mehrerer Zweigstrecken zwischen Toulon und Saint-Raphaël. Die erste war eine Strecke „von Salernes über Brignoles zu einem Punkt der Lokalbahnlinie von Hyères nach Toulon, der am Stadtrand von Le Pradet zu bestimmen ist“. Die zweite war eine Strecke „von Draguignan nach Saint-Aygulf, die an ihren Enden mit der Bahnstrecke Meyrargues–Nizza und der Lokalbahnstrecke von Saint-Raphaël nach Hyères verbunden ist“. Das Abkommen wurde durch ein Gesetz bestätigt, das dieses lokale Schmalspur-Eisenbahnnetz als von öffentlichem Interesse erklärte. Dieses ergänzende Netzwerk wurde jedoch niemals verwirklicht. Die Strecke von Draguignan nach Saint-Aygulf hätte die Küstenstrecke mit der Bahnstrecke Meyrargues–Nizza verbunden, die ebenfalls von der SF betrieben wurde.

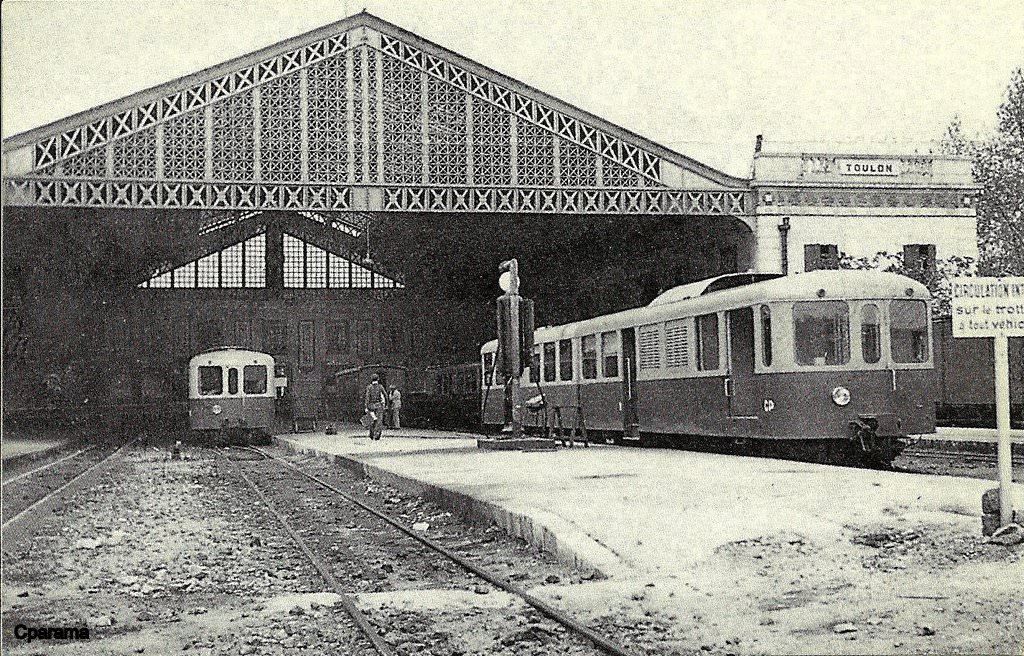
CP-Triebwagen im Gare du Sud-France in Toulon (1936)

Der Erste Weltkrieg und die Weltwirtschaftskrise beeinträchtigten die Nutzung, und die Strecke verdankte ihr Fortbestehen nur der entschlossenen finanziellen Unterstützung durch den Generalrat von Var. Als der  Staat seine Unterstützung für eine Elektrifizierung verweigerte, erwies sich die Inbetriebnahme von zehn Diesel-Triebwagen des Fabrikats Brissonneau et Lotz ab 1935 als ein beachtlicher Erfolg. Der Zweite Weltkrieg und seine Folgejahre wurden der Strecke jedoch zum Verhängnis: Durch die Landung der Alliierten am 15. August 1944 bereits stark in Mitleidenschaft gezogen, wurde sie 1948 nach dem ungeklärten Brand des Depots in Fréjus offiziell geschlossen. Erstaunlicherweise waren die verbliebenen Triebwagen noch ein weiteres Jahr zur Verstärkung der unzureichenden und von der Öffentlichkeit weniger geschätzten Busse im Umlauf. Ohne weiteren logistischen Unterhalt verschwanden sie jedoch im Juni 1949.

## Die Straßenbahn Cogolin–Saint-Tropez

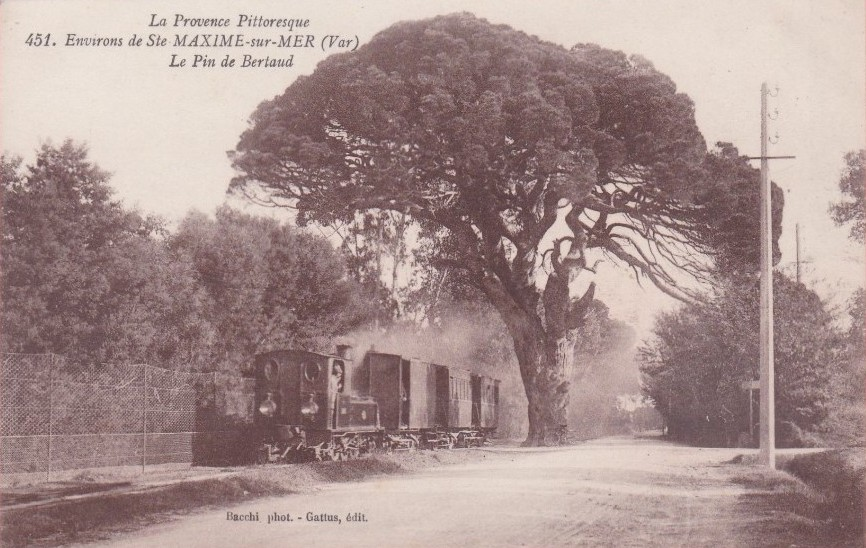
Tramway Cogolin–Saint-Tropez bei Gassin (um 1910)

Da der Bahnhof La Foux – zunächst Cogolin-Saint-Tropez genannt – auf halber Strecke zwischen diesen beiden Gemeinden lag, wurde beiderseits der Hauptstrecke eine Querverbindung der beiden Orte als Dampfstraßenbahn gebaut. Die Route folgte auf der gesamten Strecke der Nationalstraße 98 und der RN 98A (9 km). Sie wurde am 1. Juli 1894 für die Nutzung eröffnet und erwies sich sogleich als rentabelste aller Linien des Unternehmens.
Das vorgenannte Übereinkommen vom 27. November 1908 erlaubte der Compagnie des chemins de fer du Sud de la France ferner zwei Anschlussstrecken: eine Linie „von Cogolin nach La Garde-Freinet“ und einen Abschnitt „von La Garde-Freinet nach Le Luc als Verlängerung der Linie von Cogolin nach La Garde-Freinet“. Die Bauarbeiten zur Verlängerung bis La Garde-Freinet begannen kurz vor dem Ersten Weltkrieg; sie blieb jedoch unvollendet und wurde 1921 aufgegeben.
Die Querlinie wurde offiziell am 14. Mai 1948 ebenso wie die Küstenlinie als geschlossen erklärt; tatsächlich wurden auf ihr aber noch über ein Jahr lang Arbeiter der Torpedofabrik Gassin mit einem altersschwachen Triebwagen befördert.

## Betrieb
Die Strecke wurde betrieben von:

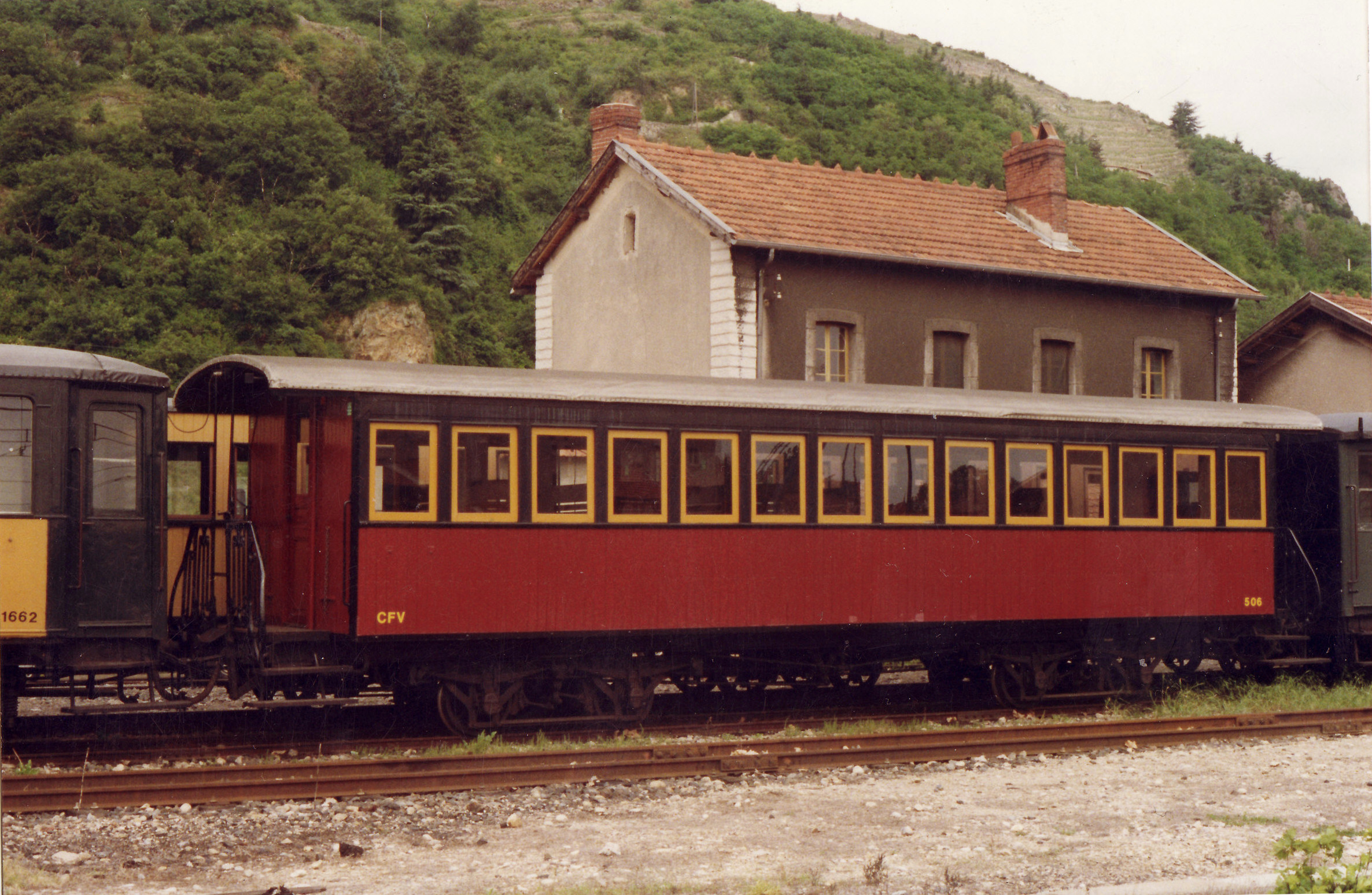
Personenwagen B 506 der CP, erhalten bei der Chemin de Fer du Vivarais

- den Chemins de fer du Sud de la France von der Eröffnung bis 1925
- den Chemins de fer de Provence (CP) von 1925 bis 1949.

## Fahrzeuge
- Lokomotive Type 020-020 Mallet[8]

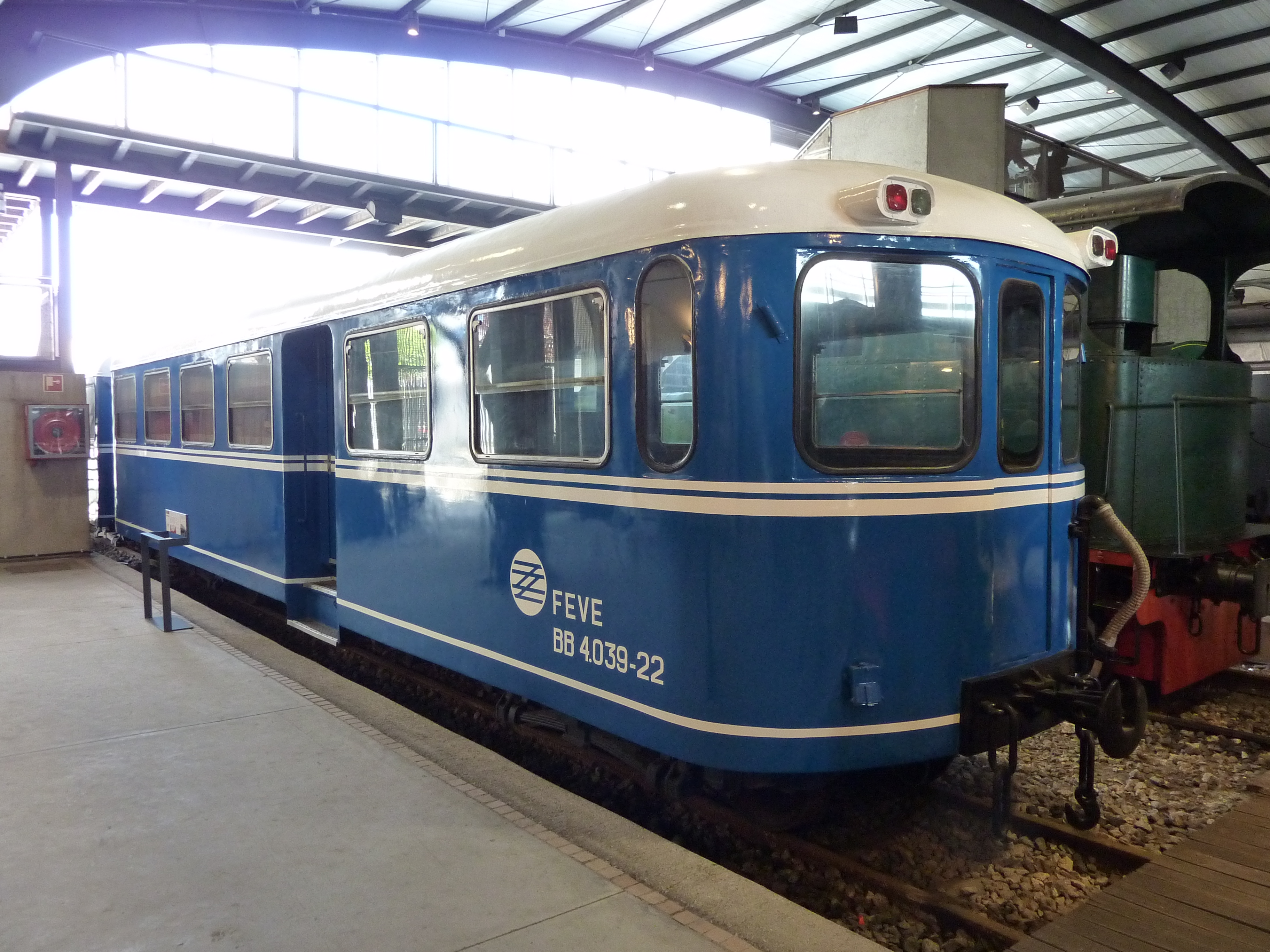
Triebwagenanhänger Brissonneau und Lotz, erhalten im Museum von Gijon in Spanien

- Drehgestell-Personenwagen 1. und 2. Klasse[9]
- Triebwagen Brissonneau et Lotz

## Nachnutzung der Trasse

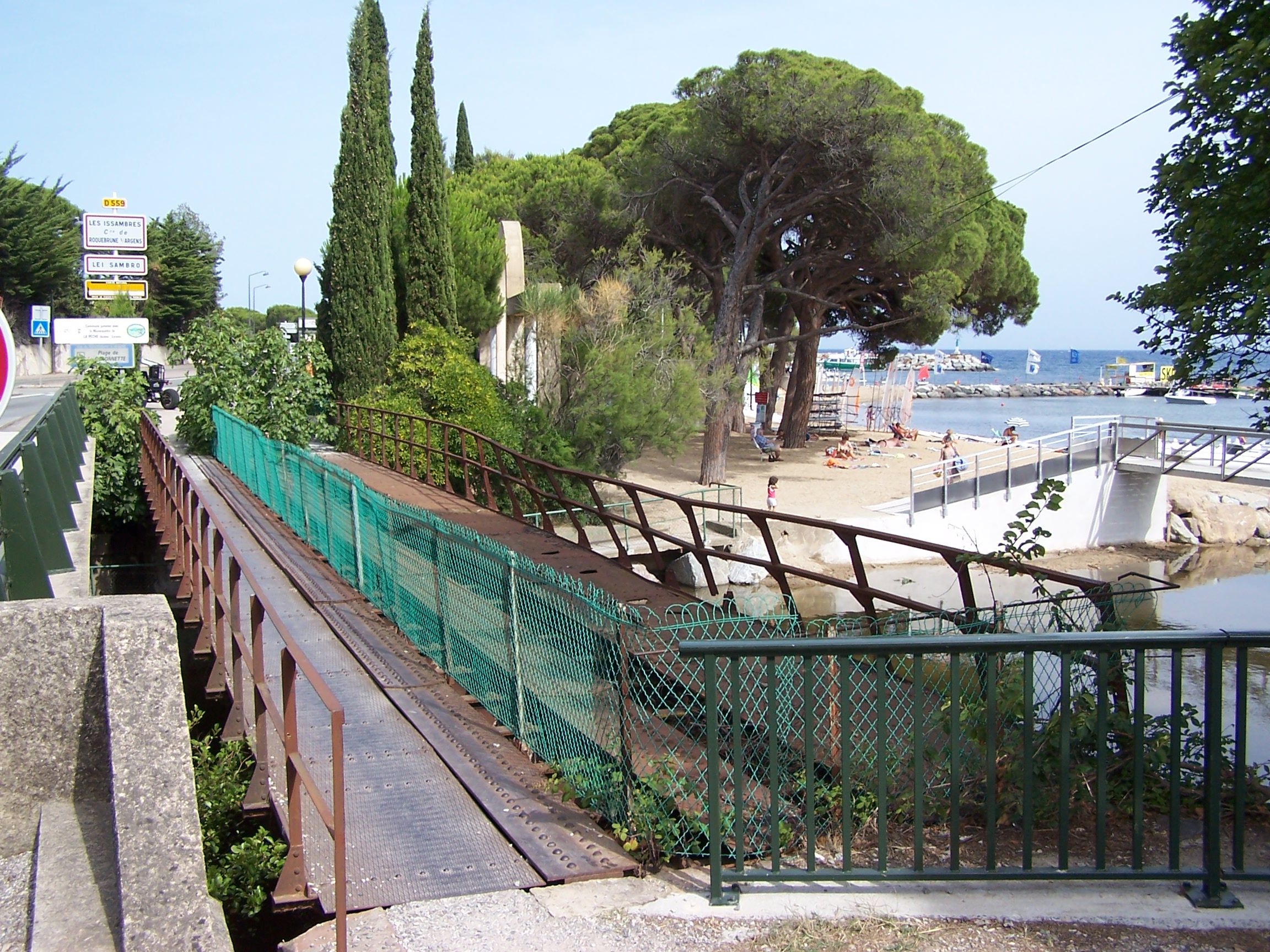
Alte Brücke der Linie nach Les Issambres

Die Trasse der eingestellten Strecke wurde an mehreren Stellen wiederverwendet:
- Radweg am Ostausgang von Toulon, von La Londe-les-Maures nach Bormes-les-Mimosas („chemin du train des Pignes“), von Le Lavandou nach Pramousquier
- Umleitung der RN 98 östlich von Hyères (Brücke über den Gapeau)
- Verbreiterung der D 559 (ex-RN 559) bei der Ortsdurchquerung von Le Lavandou.

Die Betriebseinrichtungen sind größtenteils verschwunden. Es sind jedoch einige Bahnhöfe erhalten, insbesondere der von Cavalière (Gemeinde Lavandou), der ein Postamt und ein angeschlossenes Rathaus beherbergt sowie der von Carqueiranne, der die Polizeistation beherbergt (die Lokomotive daneben – in Normalspur – war nicht auf der Schmalspurstrecke im Einsatz).
Eine Interessengruppe schlägt vor, einen Teil der Bahntrasse zum Bau einer Küstenbahn zwischen Sainte-Maxime und Saint-Tropez zu einem Preis von 65 Millionen Euro zu verwenden.

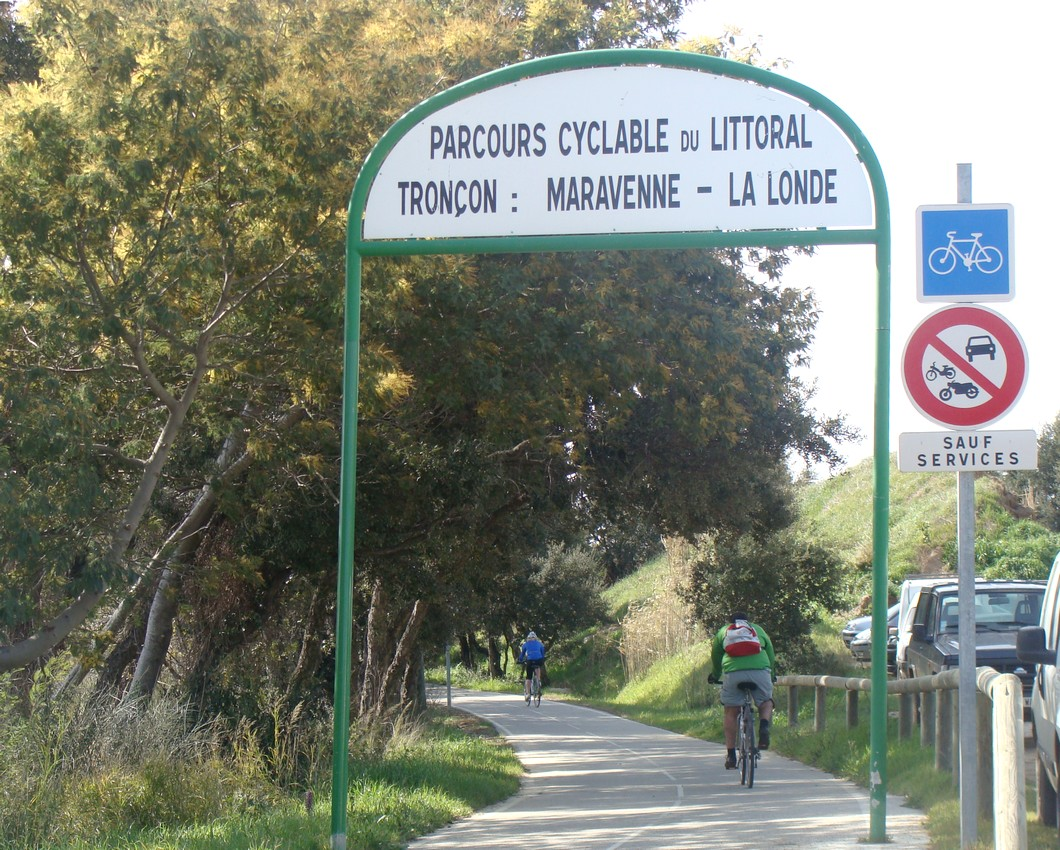
Streckenabschnitt westlich La Londe als Radweg
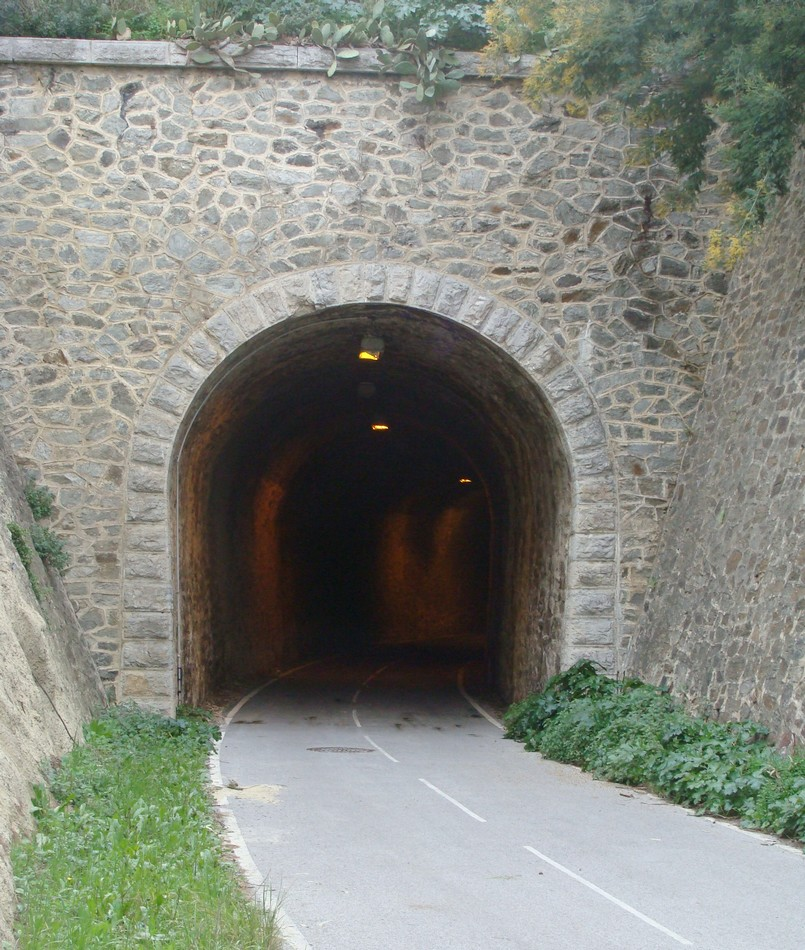
Tunnel von Le Layet im Osten von Le Lavandou, offen für Radfahrer
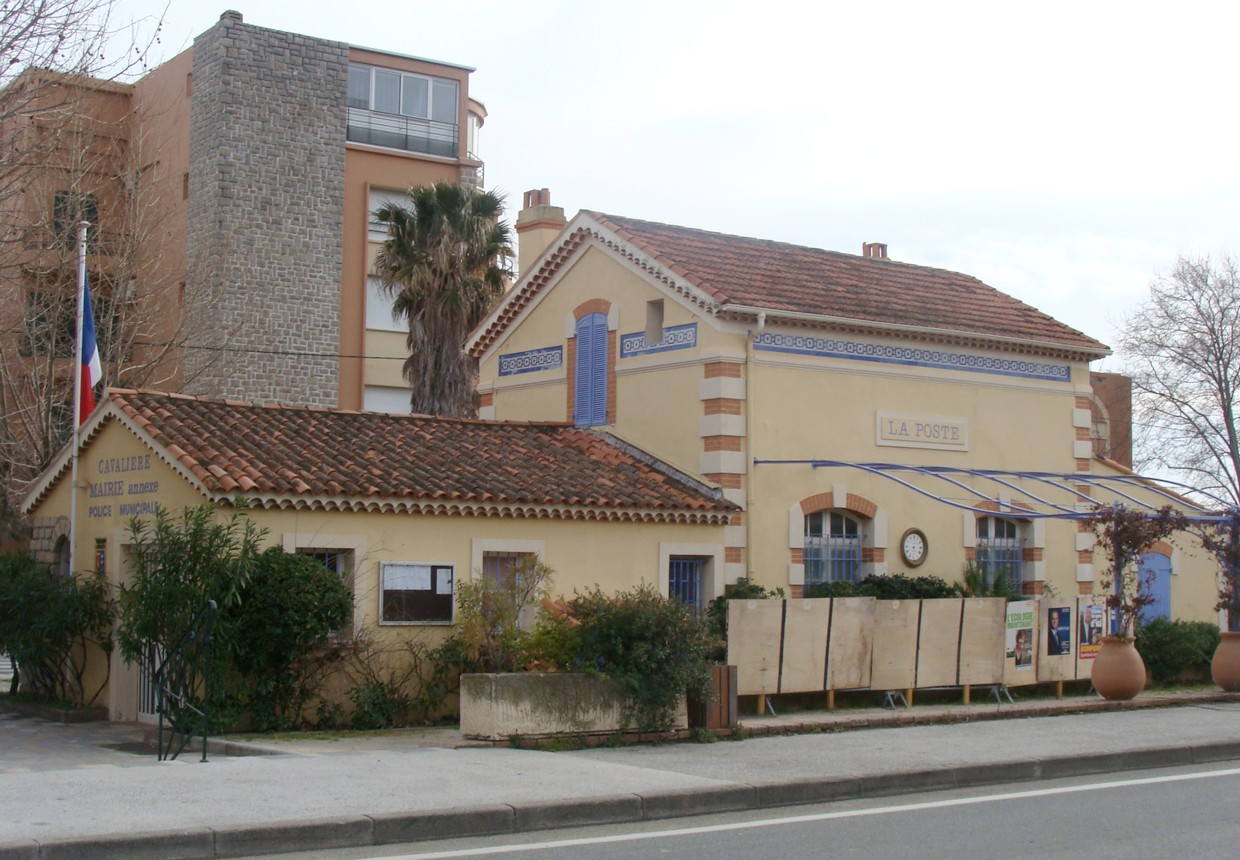
Ehemaliger Bahnhof von Cavalière
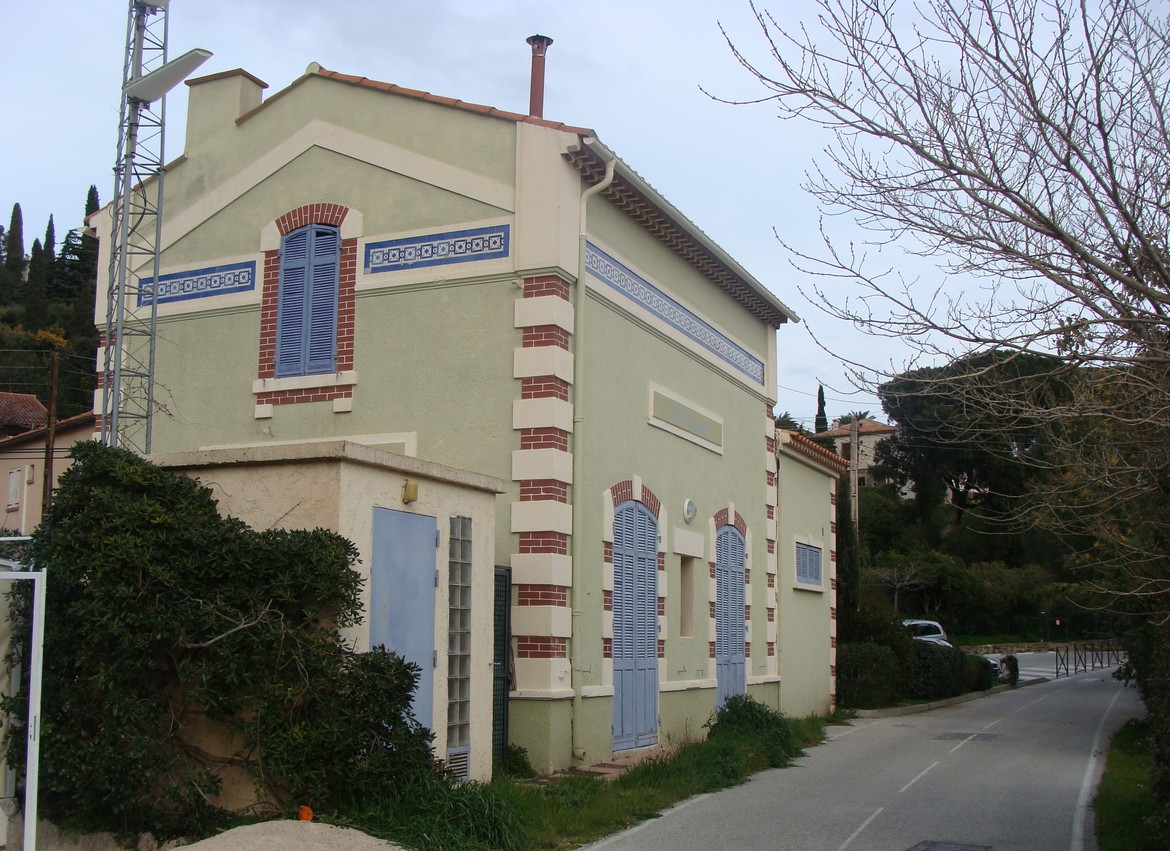
Ehemaliger Bahnhof von La Fossette